# Watchmen: The End Is Nigh
Watchmen: The End Is Nigh (с англ. — «Хранители: Конец близок») — эпизодическая видеоигра в жанре beat 'em up, разработанная датской студией Deadline Games и изданная международной компанией Warner Bros. Games; формальный приквел к фильму Зака Снайдера «Хранители», основанный наряду с последним на одноимённой графической новелле Алана Мура и Дэйва Гиббонса. Игра, разделённая на два эпизода, была анонсирована к выходу по линии сервисов цифровой дистрибуции на PC, PlayStation 3 и Xbox 360; первый эпизод был издан 4 марта 2009 года вместе с театральной версией фильма; второй эпизод был выпущен 30 июля 2009 года. Оба эпизода были выпущены вместе на диске 21 июля 2009 года для Xbox 360 и PlayStation 3. Ограниченное издание версии для PlayStation 3 с подзаголовком The Complete Experience включило в себя расширенную режиссёрскую версию фильма на дисках формата Blu-Ray.

## Сюжет

### Watchmen: The End Is Nigh: Часть 1
Игра «Watchmen: The End Is Nigh» повествует об очередном задании «Хранителей» Роршаха и Ночной Совы II в 70-х годах прошлого века, более, чем за 10 лет до событий оригинального графического романа и его экранизации (начало событий романа — 12 октября 1985-го года). В тюрьме происходит бунт заключённых, в ходе которого сбегает один из самых опасных преступников — некий Андербосс. Задача героев — найти его и вернуть за решётку.

### Watchmen: The End Is Nigh: Часть 2
В игре «Watchmen: The End Is Nigh: Part 2» углубляется партнерство Роршаха и Ночной Совы II из-за акта Кина, запрещающего героев в масках, а также в игре достаточно открыто объясняется причина по которой Роршах и Ночная Сова II прекратили партнёрство. Идёт июль 1977-го года, и все герои в масках, не работающие на правительство — вне закона. Роршах и Ночная Сова II тем не менее продолжают стоять на страже Нью-Йорка и ведут расследование о пропаже девочки, Виолет Грин. Расследование приводит их на развратные и порочные улицы Нью-Йорка, а в конечном итоге сводит лицом к лицу с таинственной Сумеречной Леди.

## Геймплей
Игроку предстоит принять на себя роль Роршаха и Ночной Совы II. Есть два режима игры — одиночный и кооперативный. Игра разбита на 2 части — в первой части 6 эпизодов, во второй части 3 эпизода. Катсцены представлены в виде анимированного комикса. Озвучивают главных героев актёры из фильма, Ночную Сову II — Патрик Уилсон, Роршаха — Джеки Эрл Хейли. Игра совмещает в себе beat-em-up и puzzle, используя разнообразие в управлении обоими персонажами. Роршах быстро дерётся, способен использовать оружие, отнятое у противников, вроде лома или бейсбольной биты; Ночная Сова II более медленный, наносит смертельные удары, а также использует электронные гаджеты в борьбе с противниками, вроде электроудара и дымовой шашки, а также способен забираться на высоту с помощью газового пистолета-каната. Персонажи должны работать вместе для уничтожения противников и выполнения загадок.

## Разработка
Warner Bros. Interactive Entertainment объявил о публикации двух видео игр во время театральных и DVD-релизов одноимённого фильма 2009 года. Deadline Games разрабатывала два свойства. WB принял этот сдержанный подход к адаптации фильма, чтобы избежать спешки игры в этом плотном графике, так как большинство киноигр разрабатываются критиками и геймерами. Сценарий к игре написал Лен Вейн, редактором комикса. Дэйв Гиббонс, художник комикса, также являлся советником.
Electronic Gaming Monthly объявил о том, что название игры будет «Watchmen: The End Is Nigh», и эта игра была анонсирована на декабрь 2008 года.
Премьера тизера прошла на церемонии награждения Video Game Awards от Спайка 15 декабря 2008 года.
Демонстрации на ПК и PlayStation 3 были выпущены 3 марта 2009 года, которые доступны в Steam и PlayStation Network соответственно.
Версия Xbox 360 Watchmen: The End Is Nigh - Part II была выпущена через Xbox Live Arcade в среду, 26 августа 2009 года.

## Отзывы
| Сводный рейтинг | Сводный рейтинг | Сводный рейтинг |
| Издание         | Оценка          | Оценка          |
| Издание         | PS3             | Xbox 360        |
| --------------- | --------------- | --------------- |
| GameRankings    | 58,44 %         | 62,18 %         |

| Сводный рейтинг | Сводный рейтинг |
| Агрегатор       | Оценка          |
| --------------- | --------------- |
| GameRankings    | 49,58 %         |